# Flore de l'Indonésie
La flore de l'Indonésie est constituée d'une variété unique de plantes tropicales. La taille de l'Indonésie, son climat tropical, et le fait que ce soit un archipel, donne au pays le statut de seconde zone de biodiversité du monde (après le Brésil). La flore indonésienne se compose d'espèces asiatiques, australiennes ainsi que d'espèces natives. Il y a environ 28 000 espèces de plantes forales différentes en Indonésie dont 2 500 sortes d'orchidées, 6 000 plantes médicinales traditionnelles utilisées dans le Jamu (médecine traditionnelle indonésienne et malaisienne), 122 espèces de bambous, plus de 350 espèces de rotins et 400 espèces de Dipterocarpus, dont l'ébène, le santal et le teck. L'Indonésie abrite également des espèces inhabituelles comme des plantes carnivores. Des espèces exceptionnelles s'y trouvent aussi comme la Rafflesia arnoldi du nom de Thomas Stamford Raffles et du docteur Thomas Arnold. Les forêts couvrent environ 60 % du pays.

## Caractéristiques passées et évolutions
L'environnement en Indonésie a connu une dégradation rapide du fait de l'exploitation des milieux forestiers par l'homme.
La moitié des forêts tropicales d’Indonésie ont disparu entre 1960 et 2014

## Caractéristiques
Sur les 40 000 espèces de plantes médicinales existant dans le monde, 30 000 poussent en Indonésie.

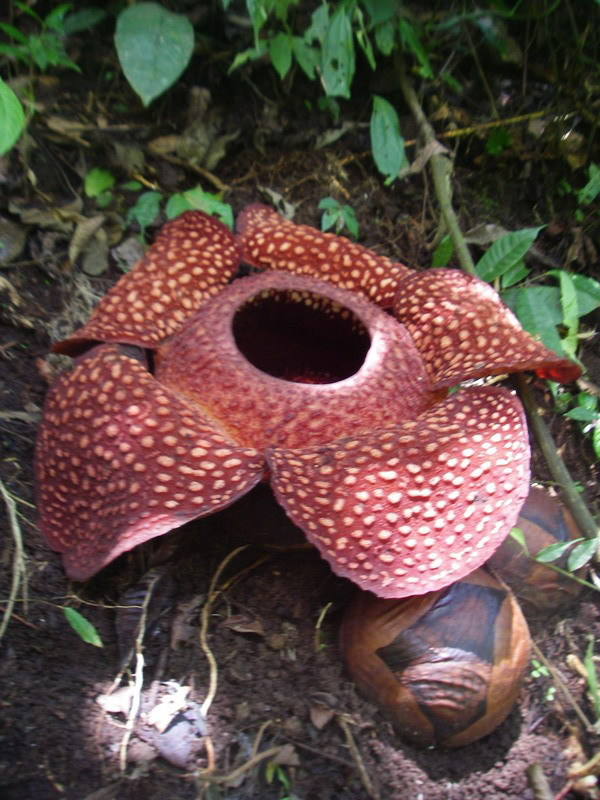
Rafflesia.
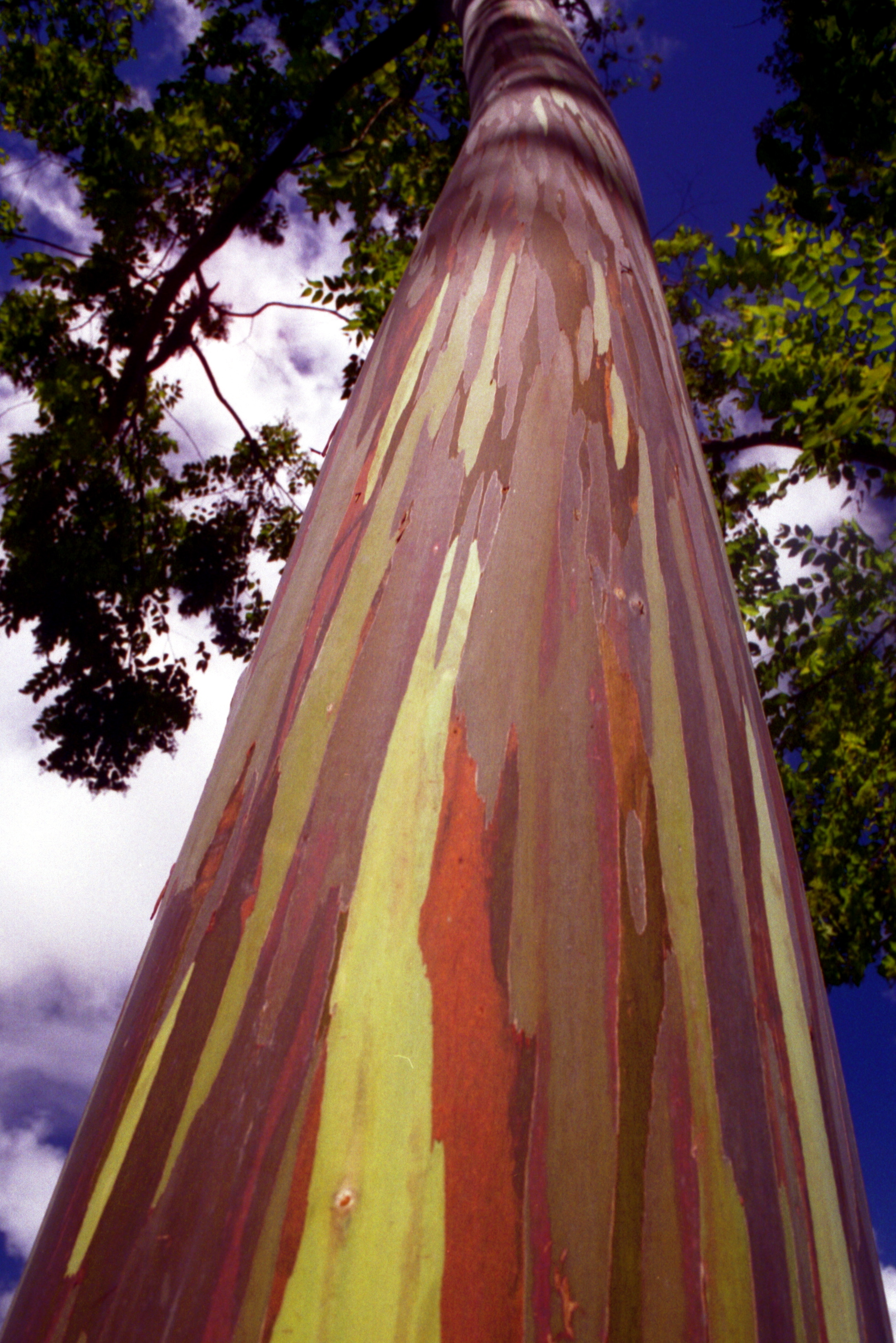
Eucalyptus arc-en-ciel.
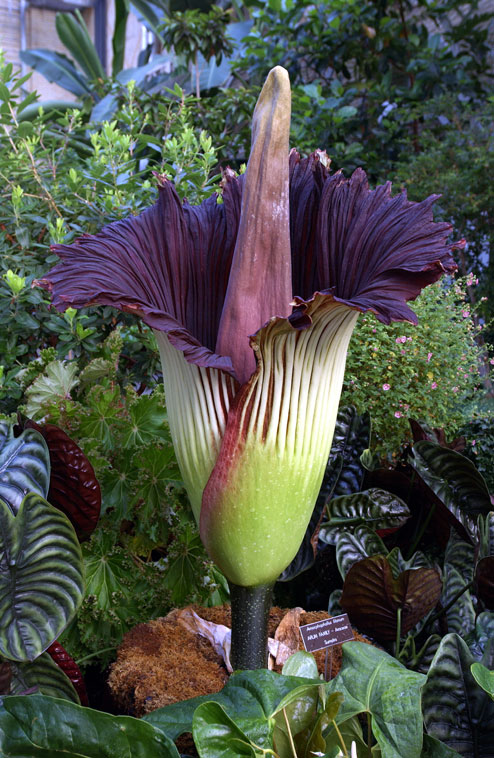
Arum titan.